# Assiégés
Assiégés (titre original : Under Siege) est une nouvelle de George R. R. Martin, parue pour la première fois en octobre 1985 dans le magazine Omni. Cette nouvelle fait partie du recueil original Portraits of His Children, regroupant onze histoires de Martin, publié en juillet 1987.
La nouvelle a été traduite et publiée en français pour la première fois le 14 novembre 2013 dans le recueil Au fil du temps aux éditions ActuSF.

## Distinction
- La nouvelle a été nommée pour le prix Locus de la meilleure nouvelle longue 1986.